# 系缆石
系缆石是位在赤尾嶼的一座山峰，位置在島上的中部偏北靠海的地方。系缆石从前是渔民拴缆绳的地方，因而得名，南边是岛上的最高峰赤坎岭。系缆石的名稱由中國在2012年9月命名。